# Artediellus gomojunovi
Artediellus gomojunovi és una espècie de peix pertanyent a la família dels còtids.

## Hàbitat
És un peix marí, demersal i de clima temperat que viu entre 37 i 520 m de fondària.

## Distribució geogràfica
Es troba al Pacífic occidental: l'est de Kamtxatka, el nord del golf d'Anadyr i l'oest del mar de Bering.

## Observacions
És inofensiu per als humans.